# Klaas Dijkstra
Klaas Dijkstra (Sneek, 20 maart 1895 – Hilversum, kort voor 4 juni 1969) was een Nederlandse pseudowetenschapper en morosoof die beweerde dat de Aarde plat is.
Dijkstra begon rond 1911 als edelsmid met het ciseleren van landschappen in koper en zilver die op sigarendozen werden vastgezet. Hij dreef een onderneming in Sneek, die als gevolg van de economische crisis werd stopgezet, waarna hij vlak voor de Tweede Wereldoorlog naar Hilversum verhuisde.

## Platte Aardetheorie

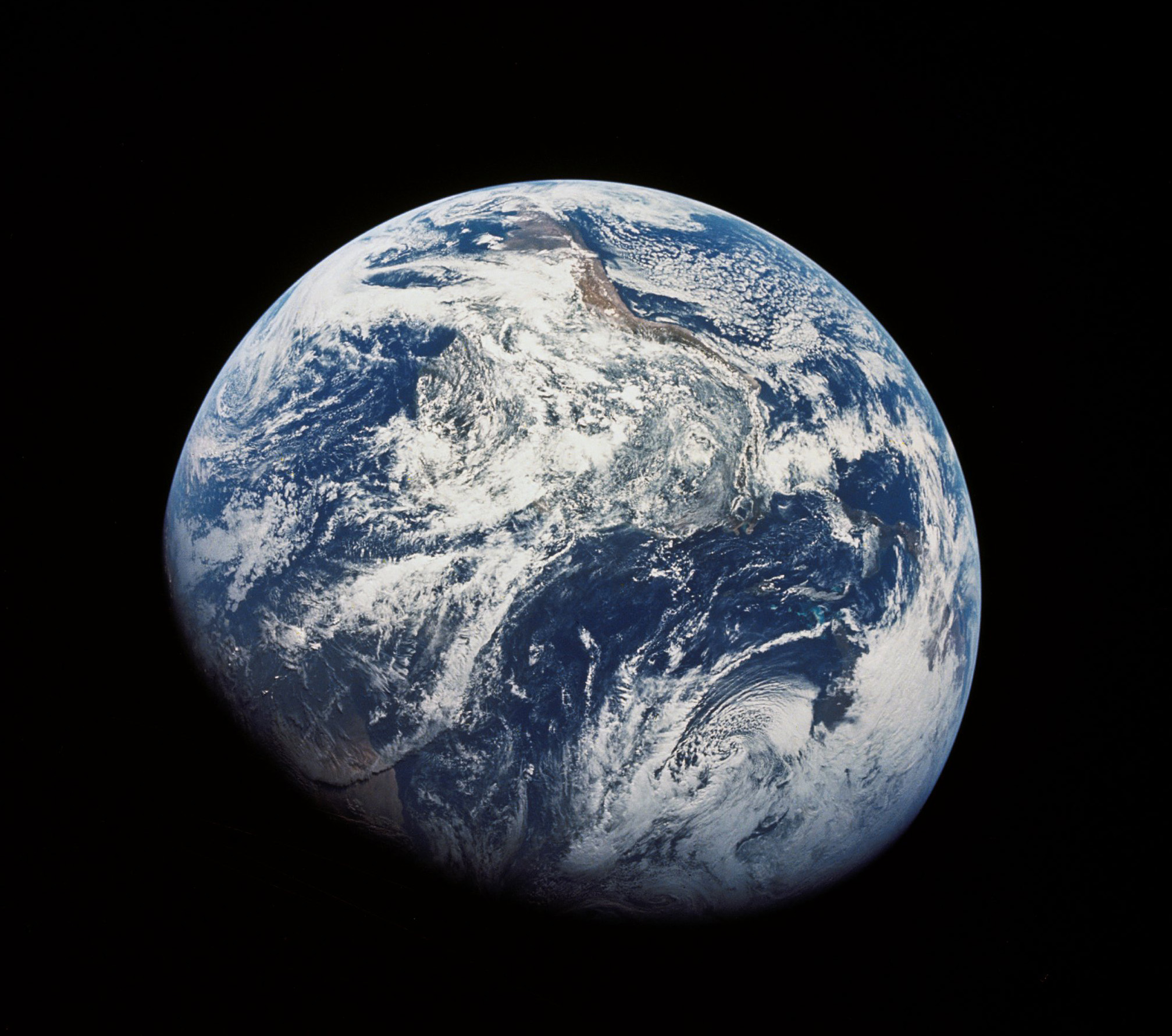
Foto van de aarde genomen vanuit de Apollo 8, die Dijkstra's theorie overduidelijk ontkrachtte

Hij begon met zijn onderzoek in 1931, kwam in 1947 met zijn bewering dat de Aarde plat is en hield vast aan zijn theorie van de platte Aarde tot aan zijn overlijden in 1969. De Aarde is volgens hem een platte ronde schijf met een verhoogde rand met ijs. Deze ijsrand is volgens Dijkstra hetzelfde als wat de zuidpool genoemd wordt, als men erin zou slagen om over deze rand te klimmen, dan valt men in de ruimte. Dijkstra noemt de zuidpool de "zone der apathie", de wereld houdt daar op, de lucht is ijl en het kompas werkt er niet meer. De noordpool ligt in het middelpunt van Dijkstra's platte Aarde. Na het oversteken van de zuidpool in 1958 door Edmund Hillary en Vivian Fuchs, was Dijkstra naar eigen zeggen overbluft, maar bleef vertrouwen hebben in zijn theorie: 
Mijn theorie dat de aarde niet een bol is maar een platte schijf, heeft wel een deuk gekregen maar is niet omvergeworpen. Volgens mijn mening heeft Fuchs niet de voorgeschreven meridiaan gevolgd en zijn Fuchs en Hillary in de breedte tot elkaar gekomen. Hillary heeft geconstateerd dat de afstand tot Fuchs groter was dan hij dacht, want hij rekent met een bol, terwijl het een cirkelboog moet zijn. De afstand was echter kleiner dan ik zelf dacht.
Dijkstra noemde de aanhangers van de theorie dat de Aarde bol is, 'bollandisten'. Ook na de Apollo-ruimtevluchten en de daarbij gepubliceerde foto's van de Aarde in 1968 hield Dijkstra vast aan zijn theorie:
Die drie ruimtevaarders moeten de wereld op zijn kant hebben gezien, maar zij moeten erover zwijgen.
In zijn boek Pleidooi voor de platte aarde beweert Dijkstra dat hij contact heeft met buitenaardse wezens.
Vandaag de dag hebben theorieën zoals die van Dijkstra aanhang onder sommige creationisten, zoals Willibrordus van der Weide en Ab Klein Haneveld. Laatstgenoemde beweert overigens dat we in een holle Aarde leven, dus op een komvormig vlak. In het Engelse taalgebied is de International Flat Earth Research Society, die in 1956 werd opgericht, nog steeds actief.